# Pražské vodovody a kanalizace

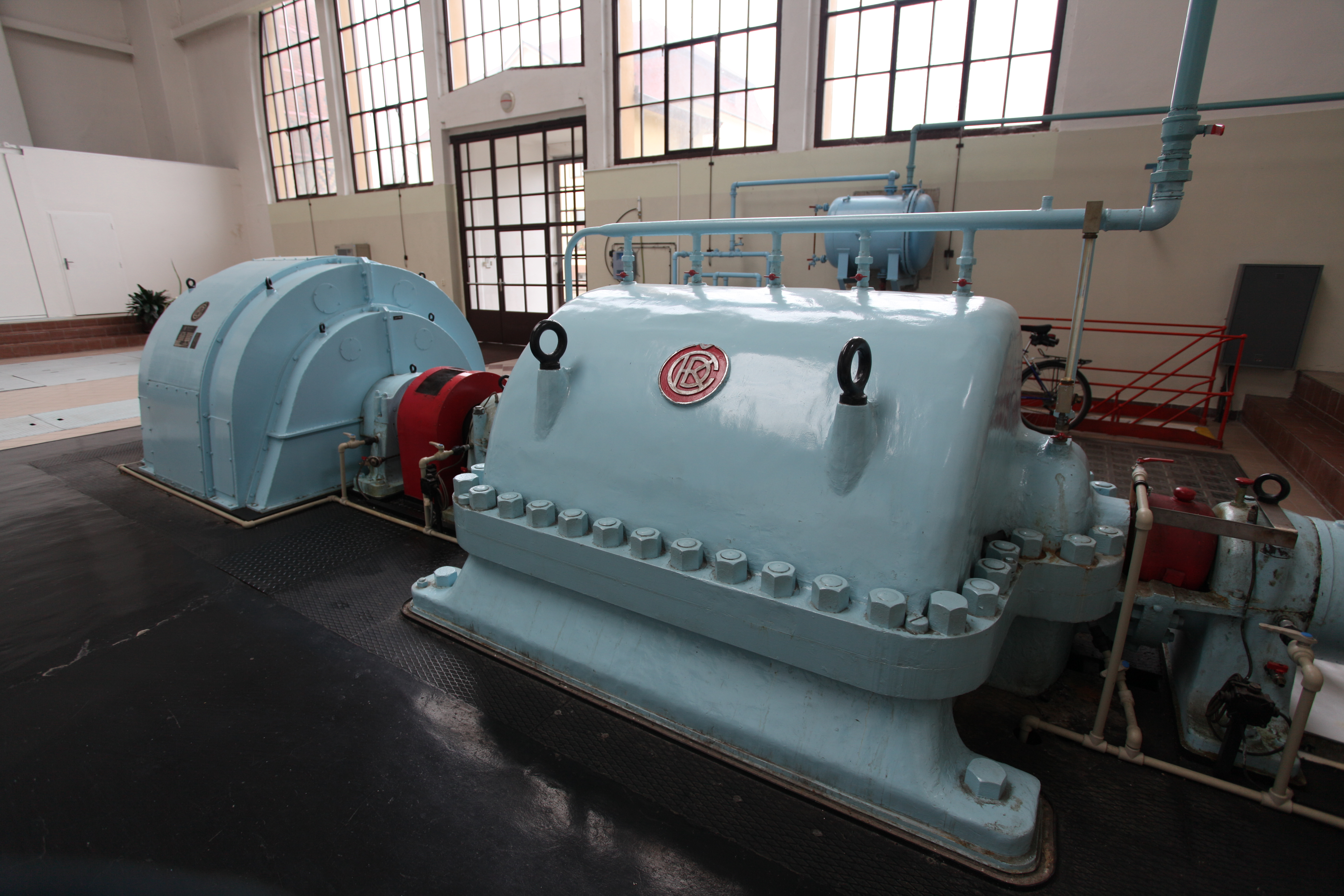
Elektrické odstředivé čerpadlo ve vodárně Káraný.

Pražské vodovody a kanalizace (PVK) provozují vodohospodářskou infrastrukturu, která je majetkem hlavního města Prahy a kterou spravuje Pražská vodohospodářská společnost, a. s. Zabývají se výrobou a distribucí pitné vody a odváděním a čištěním odpadních vod. PVK jsou součástí skupiny Veolia Česká republika.

## O společnosti

### Historie
- 1951: vznik Pražské vodohospodářské služby – kanalizace (PVS – kanalizace) a Pražské vodohospodářské služby – čistírny odpadních vod (PVS – čistírny odpadních vod)
- 1954: sloučením PVS – kanalizace a PVS – čistírny odpadních vod vzniká Pražská kanalizace a čistírny odpadních vod (PKČOV)
- 1964: sloučením PKČOV a Pražské správy vodních toků vzniká Pražská kanalizace a vodní toky (PKVT)
- 1. 4. 1998: vznik společností Pražské vodovody a kanalizace a.s. a Pražská vodohospodářská společnost a.s., zánik státních podniků Pražské vodárny a Pražská kanalizace a vodní toky na základě privatizačního projektu[2]
- 2001: společnost Veolia se koupí 66 % akcií stala majoritním akcionářem PVK
- 2002: společnost Veolia se odkupem zbylých 34 % akcií stala stoprocentním akcionářem PVK
- od 20. září 2018, byl dokončen nákup 49 % akcií PVK, které získala Pražská vodohospodářská společnost, která je stoprocentně vlastněna hlavním městem Prahou[3]

### Akcionáři
- VEOLIA CENTRAL & EASTERN EUROPE S.A.: 51 % akcií
- Pražská vodohospodářská společnost a.s.: 49 % akcií[3]

## Úprava pitné vody
PVK zajišťuje výrobu a distribuci pitné vody pro cca 1,33 mil. obyvatel hlavního města Prahy a dalších cca 225 tis. obyvatel Středočeského kraje.
Hlavními zdroji pitné vody, které PVK provozuje, jsou vodní zdroj Káraný (kromě části umělé infiltrace)a Podolská vodárna. Z vodního zdroje Želivka je voda nakupována a činí cca 83 % vody dodané do vodovodní sítě.

### Úpravny pitné vody
- Úpravna vody Káraný
- Úpravna vody Podolí
- Úpravna vody Želivka

## Čištění odpadních vod
Odpadní vody od cca 1,3 mil. obyvatel hlavního města Prahy napojených na veřejnou kanalizaci jsou stokovými sítěmi odváděny do čistíren odpadních vod, a to do Ústřední čistírny odpadních vod na Císařském ostrově, jež se podílí na celkovém množství vyčištěné odpadní vody z 93 %, a 22 pobočných čistíren.

### Čistírny odpadních vod
- Ústřední čistírna odpadních vod Praha

Pobočné čistírny odpadních vod
- ČOV Březiněves
- ČOV Horní Počernice – Čertousy
- ČOV Dolní Chabry
- ČOV Holyně
- ČOV Kbely
- ČOV Koloděje
- ČOV Kolovraty
- ČOV Klánovice
- ČOV Královice
- ČOV Lipence
- ČOV Lochkov
- ČOV Miškovice
- ČOV Nebušice
- ČOV Nedvězí
- ČOV Přední Kopanina
- ČOV Sobín
- ČOV Svépravice
- ČOV Uhříněves – Dubeč
- ČOV Újezd nad Lesy
- ČOV Újezd u Průhonic
- ČOV Vinoř
- ČOV Zbraslav

## Snahy o ekologickou a společenskou odpovědnost
PVK zahrnuje do své firemní strategie pracovní postupy a postoje přispívající k cirkulární ekonomice a podpoře udržitelného rozvoje.

### Certifikace
PVK mají certifikován integrovaný systém řízení v souladu s požadavky norem pro:
- systém řízení jakosti dle ČSN EN ISO 9001:2016
- systém řízení bezpečnosti práce a ochrany zdraví při práci dle ČSN ISO 45001:2018
- systém řízení ochrany životního prostředí dle ČSN EN ISO 14001:2016
- systém řízení hospodaření s energií dle ČSN EN ISO 50001:2019
- systém protikorupčního managementu dle ISO 37001:2016[8]

### Využívání kalu jako hnojiva
Anaerobně stabilizovaný kal z Ústřední čistírny odpadních vod je přimícháván do čerstvého kompostu v kompostárně v Neškaradicích. Toto přírodní hnojivo je odebíráno např. firmou Ekoprogres z Třebovle, jež se používá ke hnojení polí, na kterých pěstuje mák.

### Omezování jednorázových plastů
V roce 2019 se PVK připojily ke kampani #Dostbyloplastu Ministerstva životního prostředí s vlastním projekt #PVKneplastuje. Cílem projektu je eliminovat produkci jednorázových plastů mezi zaměstnanci a přecházení vzniku odpadů.
V rámci projektu byly PET lahve nahrazeny kovovými lahvemi, výdejníky vody či karafami s kohoutkovou vodou. Dále byly jednorázové jídelní obaly z kantýny pro zaměstnance nahrazeny vratnými krabičkami.

### Biodiverzita
Spolu s Pražskou vodohospodářskou společností a hl. městem Prahou se PVK účastní projektu biodiverzity, kterýsi klade za cíl přivádět přírodu zpět do města.
Po celé Praze se nachází skoro 1 mil. m2 zelených ploch na vodohospodářských zařízeních, což umožňuje např. výsev květnaté louky či umístění včelstev nebo hmyzích domečků a ptačích budek.

### Znovuvyužití obalových materiálů
V rámci projektu Znovuvyužití krabic na cirkulární bázi PVK spolupracuje se dvěma subjekty, a to organizací POHODA a obchodem Freshlabels s udržitelnou módou, kterým dodává přebytečné obalové krabice od vodoměrů, jež jsou následně využity jako obalový materiál v e-shopech.

## Věda a výzkum
Dle databáze STARFOS byly PVK účastníkem 11 projektům vědy a výzkumu financovaných z dotačních prostředků. Majoritním poskytovatelem grantů na vědu a výzkum je Technologická agentura České republiky (8 projektů). Projekty se zaměřují na ochranu zdroje pitných vod v období sucha, odstraňování mikropolutantů, znovuvyužitelnost šedých vod z domácností, na recyklaci odpadních vod z komunálních čistíren odpadních vod i na optimalizaci kalového hospodářství. 